# Justin Gatlin
Justin Gatlin (* 10. Februar 1982 in Brooklyn, New York City) ist ehemaliger US-amerikanischer Leichtathlet. Gatlin ist Olympiasieger über 100 Meter und Weltmeister über 100 und 200 Meter, sowie ehemaliger Weltrekordhalter über 100 Meter (9,77 s). Seit 2001 wurde er mehrfach des Dopings überführt, wofür er 2006 eine achtjährige Wettkampfsperre bis 2014 erhielt.
Anfang 2008 halbierte ein Schiedsgericht mit 2:1-Richterstimmen die ursprüngliche Acht-Jahres-Sperre und die Sperre ist somit seit August 2010 aufgehoben.

## Sportlerkarriere

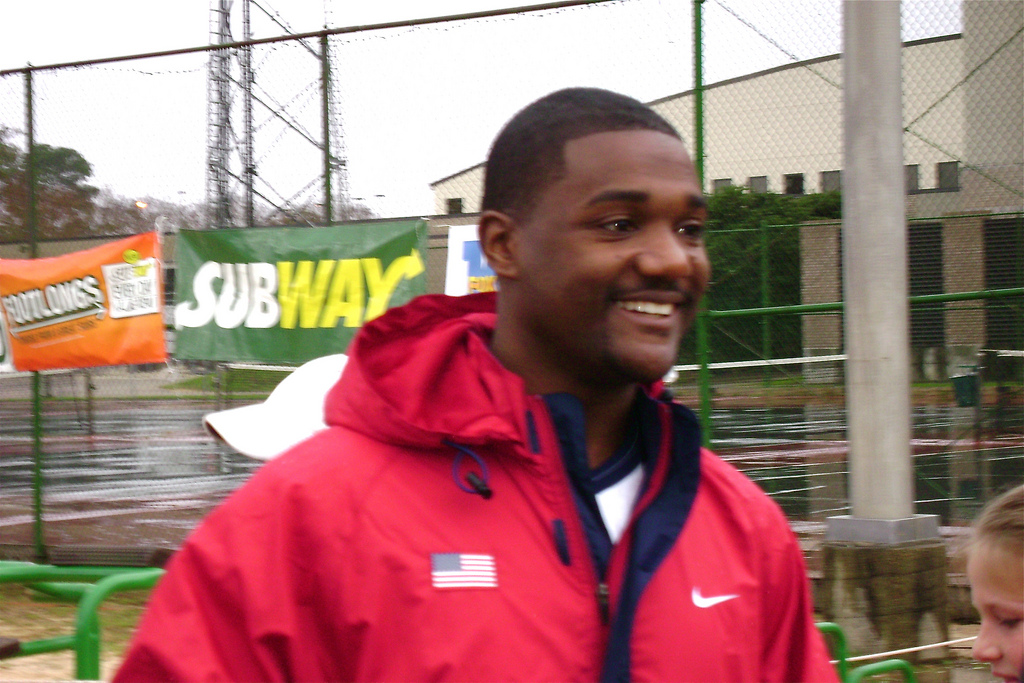
Gatlin 2009

Justin Gatlin ist seit 2003 in der internationalen Sprintszene bekannt. Über 100 Meter lief er beim Meeting Weltklasse Zürich 2003 9,97 s. Als er sich 2004 bei den US-Trials in Sacramento über 100 Meter für die Olympischen Spiele in Athen qualifizierte, zählte er nicht zu den Favoriten auf die Goldmedaille. Deshalb war es eine Überraschung, als er in Athen in 9,85 s Olympiasieger über 100 Meter wurde.
Er selbst sagt, dass seine Lieblingsstrecke allerdings die 200 Meter seien. Im Finale über 200 Meter in Athen musste er sich dann jedoch seinen Trainingskollegen Shawn Crawford und Bernard Williams geschlagen geben und sich mit der Bronzemedaille begnügen.
Bei den Weltmeisterschaften 2005 in Helsinki wurde er mit einer Zeit von 9,88 s und einem deutlichen Vorsprung Weltmeister im 100-Meter-Lauf vor Michael Frater und Kim Collins.
Einziger Wermutstropfen blieb, dass er sich in diesem Finale nicht mit dem Weltrekordler Asafa Powell messen konnte, der verletzungsbedingt die Weltmeisterschaft absagen musste. Ein paar Tage später wurde er in 20,04 s auch über die 200-Meter-Strecke Weltmeister, vor seinen US-amerikanischen Landsleuten Wallace Spearmon und John Capel.
Bei der IAAF Super Tour in Doha am 12. Mai 2006 lief Justin Gatlin die 100 Meter in 9,766 s, die später auf 9,77 s aufgerundet wurden, und stellte damit den Weltrekord von Asafa Powell ein. Powell verbesserte diesen allerdings erneut am 9. September 2007 auf 9,74 s. Im Juli 2006 wurde öffentlich, dass Gatlin positiv auf Testosteron getestet worden war. Die Proben stammten vom 22. April. Alle darauffolgenden Ergebnisse wurden rückwirkend annulliert, darunter auch der 9,77 s-Lauf.
Bei seinem Comeback nach seiner Dopingsperre siegte Gatlin am 3. August 2010 im estnischen Rakvera über 100 Meter in 10,24 s. Er strebte nun eine Rückkehr in die Weltelite an.
2011 meldete er sich mit zwei 100-Meter-Läufen unter zehn Sekunden zurück und qualifizierte sich über diese Distanz für die Weltmeisterschaften in Daegu, wo er allerdings im Halbfinale ausschied. 2012 konnte er bei den Hallenweltmeisterschaften in Istanbul Gold über 60 Meter gewinnen. Im selben Jahr gewann er mit neuer persönlicher Bestleistung von 9,79 s die Bronzemedaille bei den Olympischen Spielen im 100-Meter-Sprint in London.
Die Silbermedaille, die Gatlin mit der Sprintstaffel gewonnen hatte, wurde im Mai 2015 durch das IOC aberkannt, nachdem seinem Staffelkollegen Tyson Gay anabole Steroide nachgewiesen worden waren.
Nachdem er im Juni 2013 in Rom bereits die dominierende Konstante der Sprint-Welt Usain Bolt geschlagen hatte, galt er nach dem Verzicht auf eine Weltmeisterschaftsteilnahme von Tyson Gay und Asafa Powell wegen positiver Dopingproben und der verletzungsbedingten Absage von Yohan Blake als größter Konkurrent für Bolt und Medaillenanwärter für die Weltmeisterschaften in Moskau. Dort wurde er den Erwartungen gerecht und gewann über die 100-Meter-Distanz sowie mit der US-amerikanischen Staffel die Silbermedaille.
Ebenfalls für die Silbermedaille und dem damit verbundenen zweiten Platz hinter Usain Bolt erreichte Gatlin bei den Olympischen Spielen 2016 in Rio de Janeiro im 100-Meter-Lauf. Über 200 Meter verpasste er in 20,13 s als Neuntschnellster überraschend das Finale.

## Doping
Am 29. Juli 2006 gab Gatlin selbst eine positive A-Probe auf Testosteron bekannt. Der positive Dopingbefund war bei einem Staffelrennen am 22. April 2006 in Kansas festgestellt worden. Die A-Probe wurde von der B-Probe bestätigt. Gatlin war bereits während der Junior National Championships 2001 positiv auf Amphetamine getestet worden. Die daraufhin verhängte zweijährige Wettkampfsperre war vom Leichtathletik-Weltverband IAAF nachträglich auf ein Jahr reduziert worden, da er geltend gemacht hatte, dass die Einnahme von Medikamenten zur Behandlung eines Aufmerksamkeitsdefizits als Kind das positive Testergebnis verursacht habe. Somit hätte ihm nun als Wiederholungstäter eine lebenslange Sperre gedroht.
Er einigte sich jedoch mit der United States Anti-Doping Agency darauf, zur Aufklärung des Falles beizutragen und insbesondere als Kronzeuge gegen seinen schon länger als verdächtig geltenden Trainer Trevor Graham auszusagen, woraufhin die Sperre am 22. August 2006 auf acht Jahre (bis einschließlich 24. Juli 2014) reduziert wurde. Außerdem wurden sämtliche Wettkampfergebnisse Gatlins seit der positiven Dopingprobe annulliert, so dass er auch den Weltrekord über 100 Meter verlor. Vor einem Schiedsgericht der American Arbitration Association erwirkte Gatlin eine Halbierung seiner Wettkampfsperre auf vier Jahre bis Juli 2010.
Ende Dezember 2017 nahmen die US-Anti-Doping-Agentur USADA als auch die unabhängige Integritätskommission (AIU) des Leichtathletikverbandes IAAF Ermittlungen gegen Gatlin sowie dessen Trainer Dennis Mitchell und den Berater Robert Wagner auf, nachdem die britische Zeitung The Telegraph eigene Undercover-Ermittlungen veröffentlicht hatte.
Gatlin entließ daraufhin Dennis Mitchell und engagierte Brooks Johnson, der ihn bereits von 2010 bis 2011 trainiert hatte.
Eine Sanktion oder Anschuldigung gegen Gatlin erfolgte seitdem von Behördenseite nicht.

## Statistiken

### Persönliche Bestleistungen
| Event     | Zeit (s) | Ort      | Datum           |
| --------- | -------- | -------- | --------------- |
| 50 Meter  | 5,71     | New York | 28. Januar 2012 |
| 60 Meter  | 6,45     | Boston   | 1. März 2003    |
| 100 Meter | 9,74     | Doha     | 15. Mai 2015    |
| 200 Meter | 19,57    | Eugene   | 28. Juni 2015   |